# Jochen Aido
Hans Joachim „Jochen“ Aido (* 27. März 1947 in Deutschland) ist ein ehemaliger deutscher Fußballspieler. Er absolvierte von 1967 bis 1974 in der damaligen Zweitklassigkeit der Fußball-Regionalliga Nord für die Vereine Phönix Lübeck und Holstein Kiel insgesamt 198 Regionalligaspiele und erzielte dabei 47 Tore.

## Laufbahn
Nach dem Aufstieg in der Saison 1966/67 in die Regionalliga Nord debütierte der Angreifer mit den Blau-Weiß-Roten vom Stadion an der Travemünder Allee am 20. August 1967 beim 2:1-Auswärtserfolg gegen TuS Haste im damals regional unterteilten Unterbau der Fußball-Bundesliga. Unter Trainer Reinhold Ertel und an der Seite von Mitspielern wie Siegfried Beyer, Wolfgang Bordel, Jan-Peter Iden und Peter Nogly belegte der Aufsteiger am Rundenende 1967/68 den sechsten Tabellenplatz. Aido hatte 26 Ligaspiele absolviert und sieben Tore erzielt. Unter Trainer Emil Iszo erzielte er in der Saison 1970/71 elf Tore in 33 Spielen. Sein letztes Regionalligaspiel für Phönix absolvierte er am 14. Mai 1972 beim 1:0-Erfolg gegen Arminia Hannover an der Seite von Torhüter Gert Girschkowski und Stürmerkollege Dieter Flamme. Zur Saison 1972/73 wechselte er nach 136 Regionalligaeinsätzen für Phönix Lübeck mit 36 Toren zum Ligarivalen Holstein Kiel.
Er spielte in der Zeit von Juli 1972 bis Juni 1981 bei Holstein Kiel in der Abwehr. In den letzten zwei Runden des alten zweitklassigen Regionalligasystems, 1972 bis 1974, absolvierte Aido für die „Störche“ unter Trainer Edgar „Edu“ Preuß 62 Spiele und erzielte elf Tore. Mitspieler waren unter anderem Torhüter Klaus Hansen-Kohlmorgen, Siegmund Saborrosch, Rudolf Christiansen, Manfred Eichmann, Emil Kirchner, Manfred Medler und Lothar Kanieß. Am letzten Spieltag der Saison 1973/74, am 5. Mai, gelang ihm das Tor zum 1:0-Erfolg bei Göttingen 05. Von 1974/75 bis 1977/78 spielte Aido mit Holstein Kiel in der Amateur-Oberliga Nord. Nach dem Aufstieg 1978 folgten von 1978/79 bis 1980/81 unter den Trainern Kuno Böge (1978/79), Arkoc Özcan, Gerhard Prokop, Helmut Richert und Heinz Stickel 105 Einsätze in der 2. Bundesliga. Für Holstein Kiel spielte er vier Spiele im DFB-Pokal. Er bekam insgesamt zehn gelbe Karten in seiner ganzen Fußballkarriere und nie eine rote Karte.